# Château de la Bretesche
Cet article possède un paronyme, voir Bretèche (homonymie).
Le château de la Bretesche est un bâtiment médiéval construit au XIVe siècle, reconstruit au XIXe siècle et localisé sur la commune de Missillac, dans le département français de la Loire-Atlantique.
Le château fait l’objet d’une inscription au titre des monuments historiques depuis le 7 janvier 1926, tandis que ses abords font l’objet d’un classement depuis le 17 mai 1943.

## Histoire
Liste des capitaines de la Bretesche :
- Guillaume de Marbré en 1498.

Le château a été construit au XIVe siècle puis rebâti au XVe siècle. Son nom vient du bas latin brittisca « [fortification] britannique », puis « parapet » au Xe siècle et caractérise une tour de défense surplombant la porte principale d’un château. Il est à l'époque un poste avancé de la ville de La Roche-Bernard au sein du Duché de Bretagne.
En 1558  alors que François de Coligny d'Andelot est venu inspecter les défenses des côtes de la Bretagne, il convoque la noblesse de la province au château de la Bretesche (sur les terres de son épouse Claudine de Rieux) pour écouter un pasteur. En quelques semaines, des dizaines de familles nobles bretonnes du pays de la Vilaine se convertissent au protestantisme.
Le château est assiégé au XVIe siècle par le duc de Mercœur, gouverneur de Bretagne pendant les guerres de Religion puis pillé et incendié en 1793 à la Révolution française. La reconstruction débute au XIXe siècle par Jacques Perron.
En 1847, le château de la Bretesche est acheté à Jacques Perron par la famille de Montaigu dont les membres vont se succéder pendant quarante-cinq ans comme maires de la commune de Missillac aux XIXe et XXe siècles. C'est le marquis de Montaigu qui, dès 1847, se lance dans la rénovation et la restauration totale du château. Dès novembre 1847, avec les architectes nantais Boismen et Le Diberder, il associe harmonieusement les styles néo-gothique et néo-renaissance sur les plans validés par Viollet-le-Duc. Son fils, Pierre en épousant une fille de la puissante famille des industriels Wendel, utilise les revenus que sa femme reçoit annuellement pour terminer les travaux.
En 1926, le château est inscrit au titre des monuments historiques et en 1943, ce sont les abords du site qui sont classés.
En 1961, Georges Franju y tourne Pleins Feux sur l'assassin : le château de la Bretesche en est en quelque sorte le protagoniste.
En 1963, le film "Hardi ! Pardaillan" est tourné sur le site du château.
En 1965, le château est vendu à une société immobilière. Peu après il est divisé en appartements revendus séparément à des particuliers. Ses dépendances, elles, sont transformées en hôtel-restaurant, et son parc en golf. Le Domaine de la Bretesche comprend un hôtel de luxe situé dans les dépendances du château du XVe siècle, un golf 18 trous qui sillonne un parc de 200 hectares, un restaurant étoilé Michelin et un spa. Les équipements hôteliers et le golf sont la propriété du groupe Bessé Signature.
En 2021 sont tournées au Domaine de la Bretesche les scènes de l'hôtel des Roches Blanches de la série "Jugée coupable" de Franck Ollivier, avec Garance Thénault.

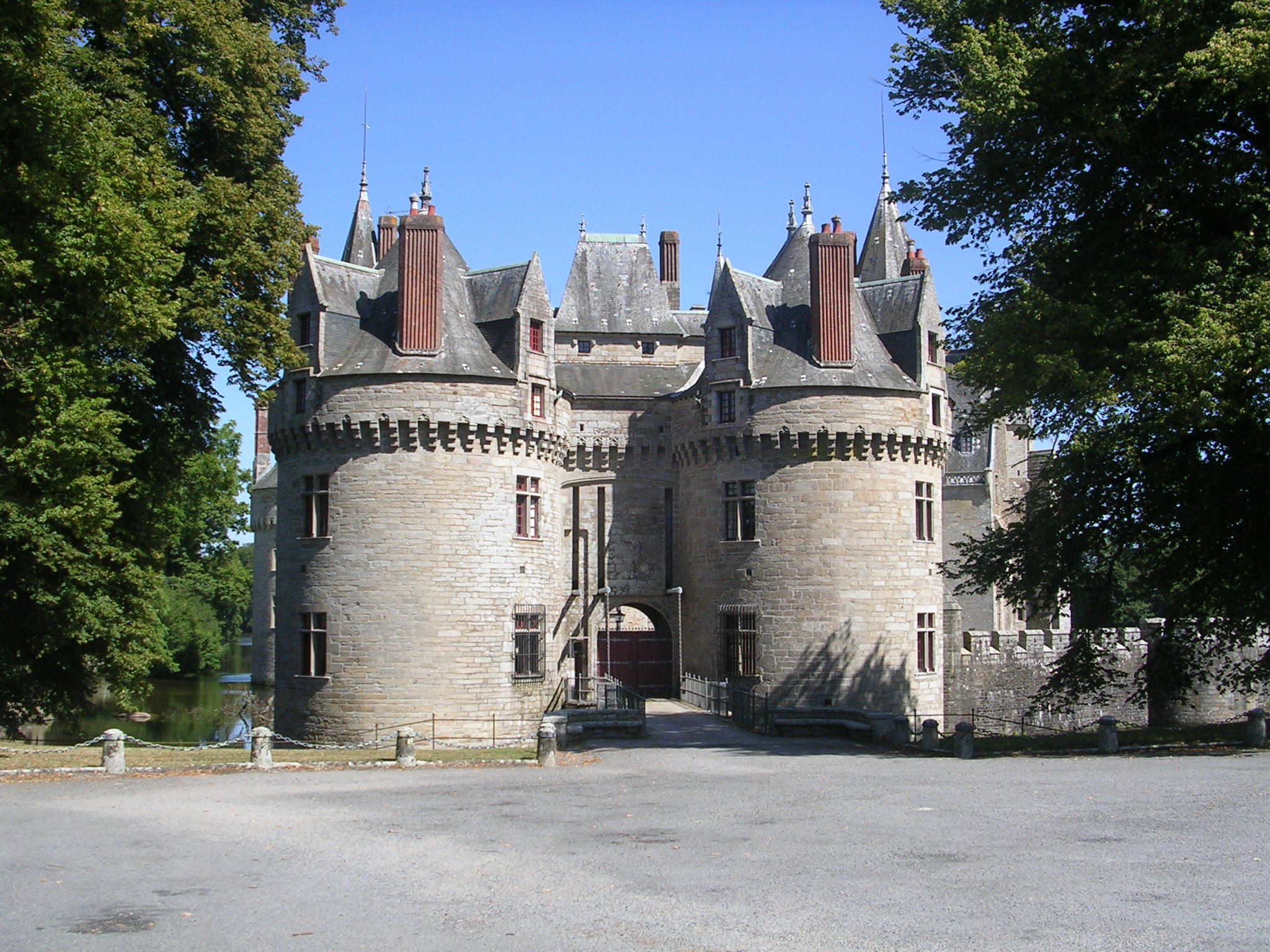
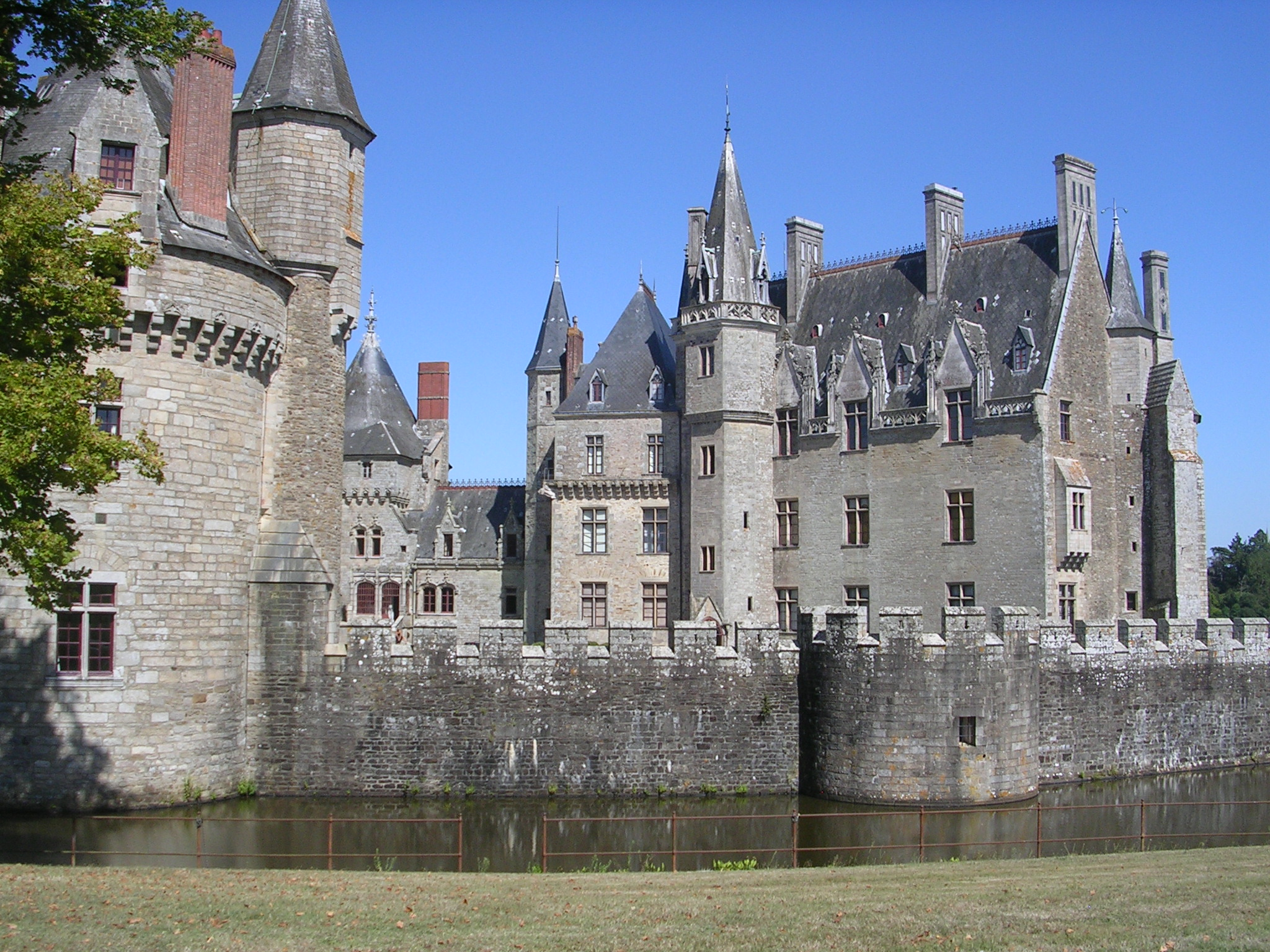
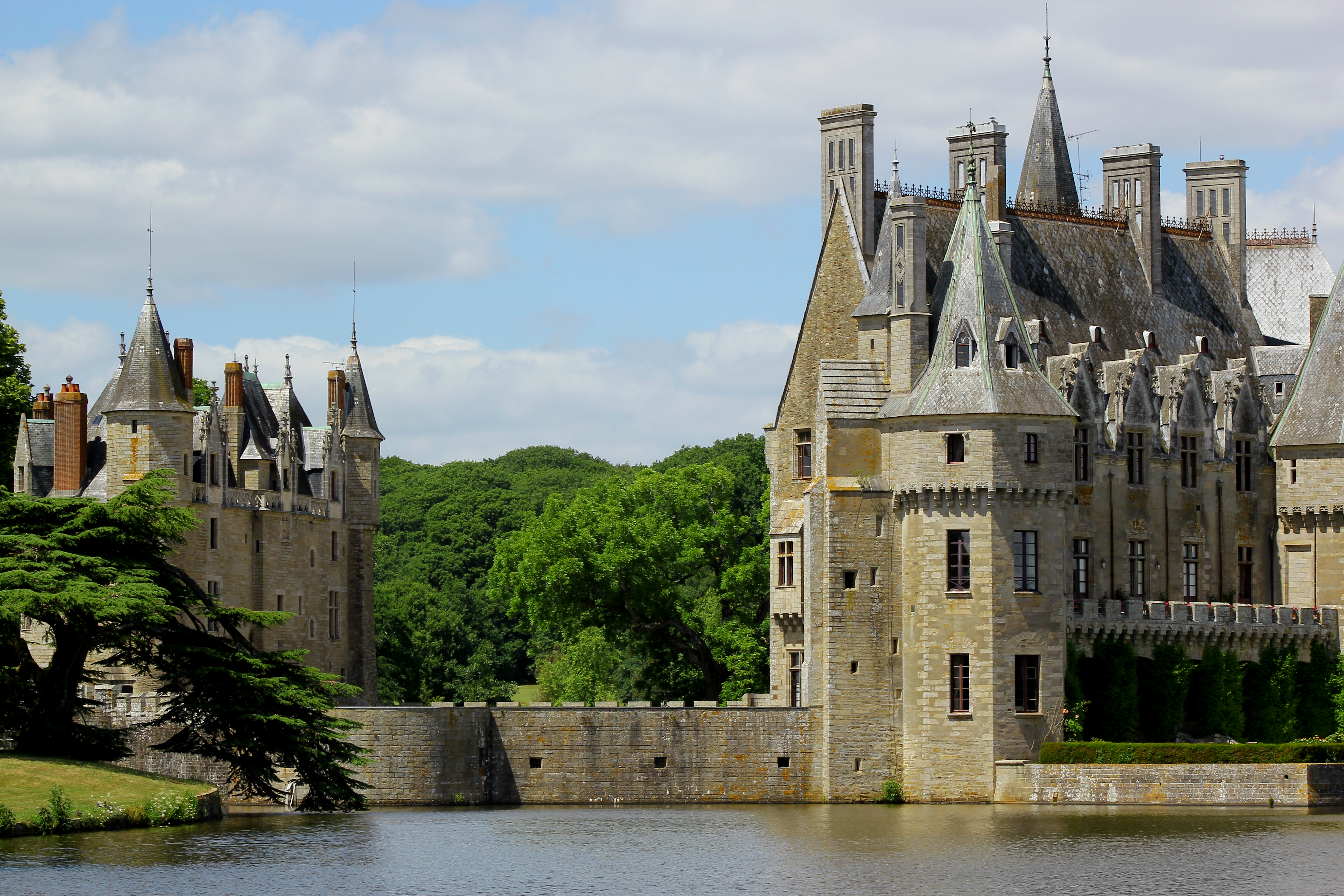